# Stor-Svarttjärnen (Säbrå socken, Ångermanland)
Stor-Svarttjärnen är en sjö i Härnösands kommun i Ångermanland och ingår i Ångermanälven-Gådeåns kustområde. Sjön har en area på 0,0505 kvadratkilometer och ligger 193,2 meter över havet.

## Delavrinningsområde
Stor-Svarttjärnen ingår i det delavrinningsområde (695798-159541) som SMHI kallar för Utloppet av Stor-Svarttjärnen. Medelhöjden är 217 meter över havet och ytan är 0,63 kvadratkilometer. Det finns inga avrinningsområden uppströms utan avrinningsområdet är högsta punkten. Vattendraget som avvattnar avrinningsområdet har biflödesordning 2, vilket innebär att vattnet flödar genom totalt 2 vattendrag innan det når havet efter 14 kilometer. Avrinningsområdet består mestadels av skog (89 procent). Avrinningsområdet har 0,07 kvadratkilometer vattenytor vilket ger det en sjöprocent på 11,3 procent.